# Ligne 8 du métro de Barcelone
Pour les articles homonymes, voir Ligne 8.
La ligne 8 (en catalan : Línia 8 del metro de Barcelona, en espagnol : Línea 8 del metro de Barcelona) est l'une des douze lignes du réseau du métro de Barcelone.  Elle est exploitée par les FGC sur la ligne Llobregat - Anoia et dessert Barcelone et trois communes de son aire métropolitaine.

## Histoire
En 1996, les Chemins de fer de la généralité de Catalogne (FGC), exploitant la ligne Llobregat - Anoia depuis 1978, mettent en œuvre un renforcement significatif des fréquences de passage des trains, qui prend le nom de « métro du Baix Llobregat ». Le service assurant les trajets dans la première couronne métropolitaine de la ligne prend le code de S3 (Suburbà 3). La mise en place en 2001 d'un tarif unique pour les lignes FGC et TMB de la première couronne conduit à la recoder en L8.

## Caractéristiques

### Ligne
La ligne circule selon un axe est-ouest sur les infrastructures de la ligne Llobregat - Anoia, desservant Barcelone, puis L'Hospitalet de Llobregat, Cornellà de Llobregat et enfin Sant Boi de Llobregat.

### Stations
|  |   |  | Station                        | Communes                                | Correspondances         |
|  | - |  | ------------------------------ | --------------------------------------- | ----------------------- |
|  | x |  | Gràcia                         | Barcelone (Gràcia, Sarrià-Sant Gervasi) |                         |
|  | x |  | Francesc Macià                 | Barcelone (Les Corts)                   |                         |
|  | x |  | Hospital Clínic                | Barcelone (Eixample)                    |                         |
|  | ■ |  | Plaça d'Espanya                | Barcelone (Sants-Montjuïc)              | (Espanya)               |
|  | o |  | Magòria \| La Campana          | Barcelone (Sants-Montjuïc)              |                         |
|  | o |  | Ildefons Cerdà                 | L'Hospitalet de Llobregat               | (Ciutat de la Justícia) |
|  | o |  | Europa \| Fira                 | L'Hospitalet de Llobregat               |                         |
|  | o |  | Gornal                         | L'Hospitalet de Llobregat               |                         |
|  | o |  | Sant Josep                     | L'Hospitalet de Llobregat               |                         |
|  | o |  | L'Hospitalet - Av. Carrilet    | L'Hospitalet de Llobregat               | (Avinguda Carrilet)     |
|  | o |  | Almeda                         | Cornellà de Llobregat                   |                         |
|  | o |  | Cornellà-Riera                 | Cornellà de Llobregat                   |                         |
|  | o |  | Sant Boi                       | Sant Boi de Llobregat                   |                         |
|  | ■ |  | Molí Nou \| Ciutat Cooperativa | Sant Boi de Llobregat                   |                         |

## Exploitation

### Matériel roulant
La ligne est servie par des trains de la série 213.

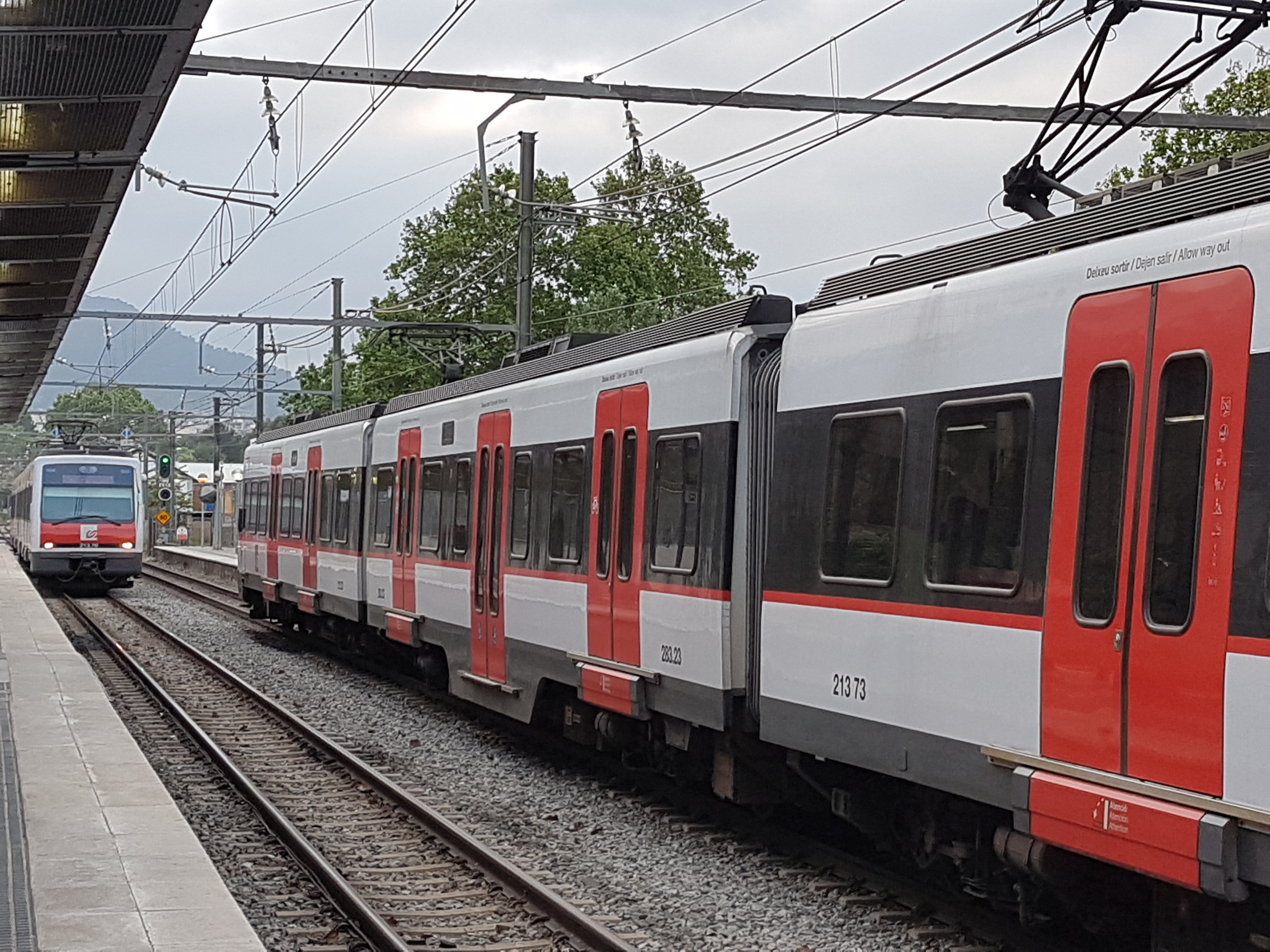
Deux trains de la série 213 à Molí Nou | Ciutat Cooperativa.

## Projets
Le plan directeur des infrastructures (PDI) 2021-2030 de l'Autorité du transport métropolitain (ATM) prévoit l'extension de la ligne jusqu'à Gràcia en passant par Hospital Clínic et Francesc Macià. La L8 serait ainsi en correspondance avec la L5, le Trambaix et la ligne Barcelone - Vallès des FGC, notamment les L6 et L7. Les travaux devaient démarrer en 2024 pour un investissement de 321 millions €.
En juin 2022, les travaux de déviation des réseaux commencent. Le coût du chantier est alors réévalué à 430 millions €. L'appel d'offres du marché de travaux est publié en novembre 2022, et laisse entrevoir une mise en service commercial du tronçon en 2029-2030. Le marché est attribué en juin 2023 à un consortium entre Copcisa, Copisa, Ferrovial et Sacyr. Les travaux de creusement du puits d'attaque du tunnelier commencent en janvier 2024 avec un lancement programmé en 2026.